# Chiesa di San Vivaldo
La chiesa di San Vivaldo, facente parte dell'omonimo convento, si trova a San Vivaldo, frazione del comune di Montaione, in provincia di Firenze, diocesi di Volterra.

## Storia

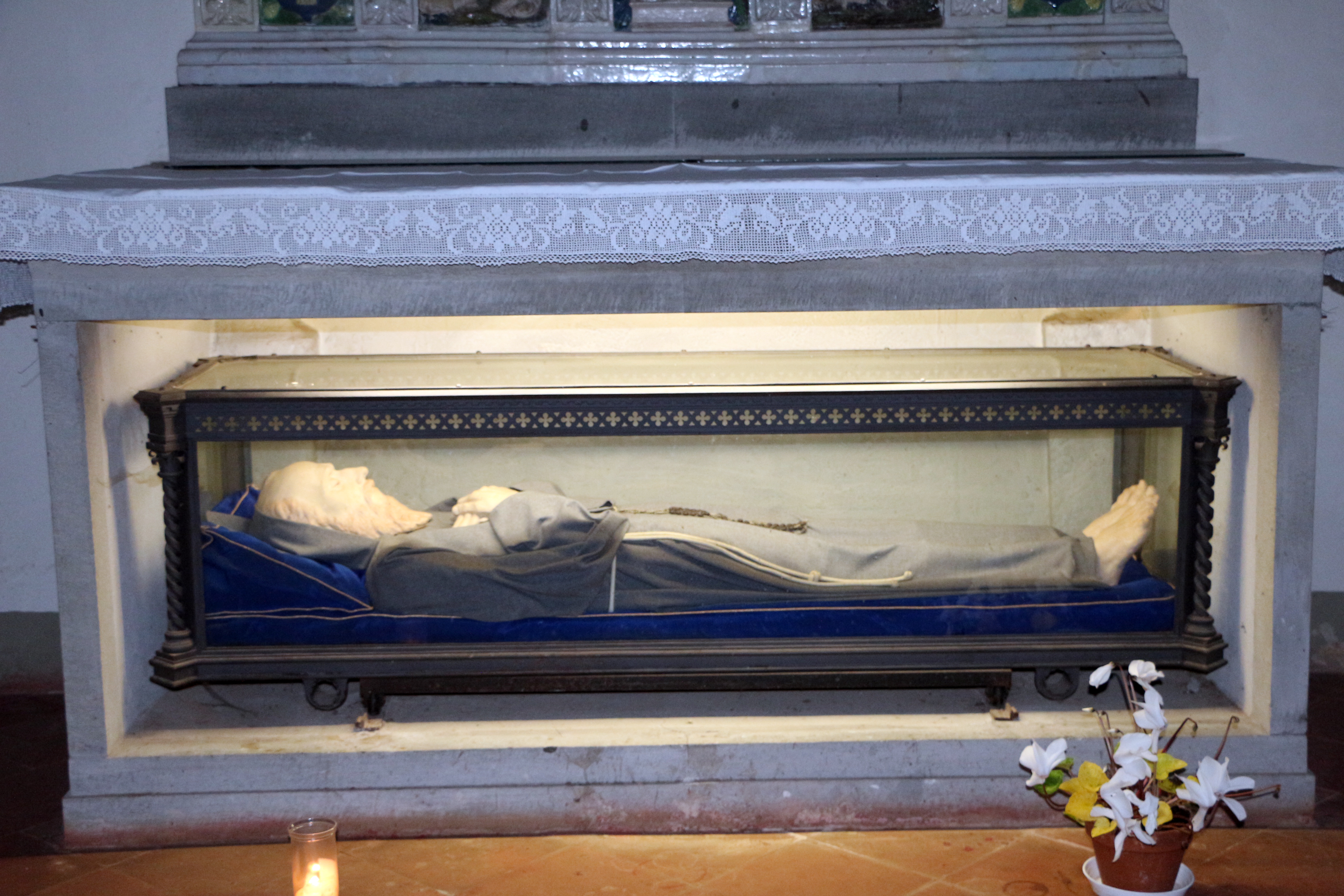
Reliquie di san Vivaldo

La struttura architettonica è frutto di varie sovrapposizioni di alcuni edifici nel corso dei secoli: forse anche dell'antica e più volte citata dai documenti Santa Maria in Romitorio.
Tuttavia, come la possiamo ammirare oggi fu costruita in contemporanea alle cappelle del Sacro Monte, intorno al 1500: il primo maggio del 1500 infatti i frati minori vi si insediarono con rito solenne; nel 1501 fra Cherubino ottenne dalla comunità di Castelfiorentino gran parte della selva di Camporena, il territorio circostante il convento, in cambio di venerare degnamente i santi patroni della cittadina valdelsana (Santa Verdiana, santi Lorenzo e Leonardo).

## Descrizione

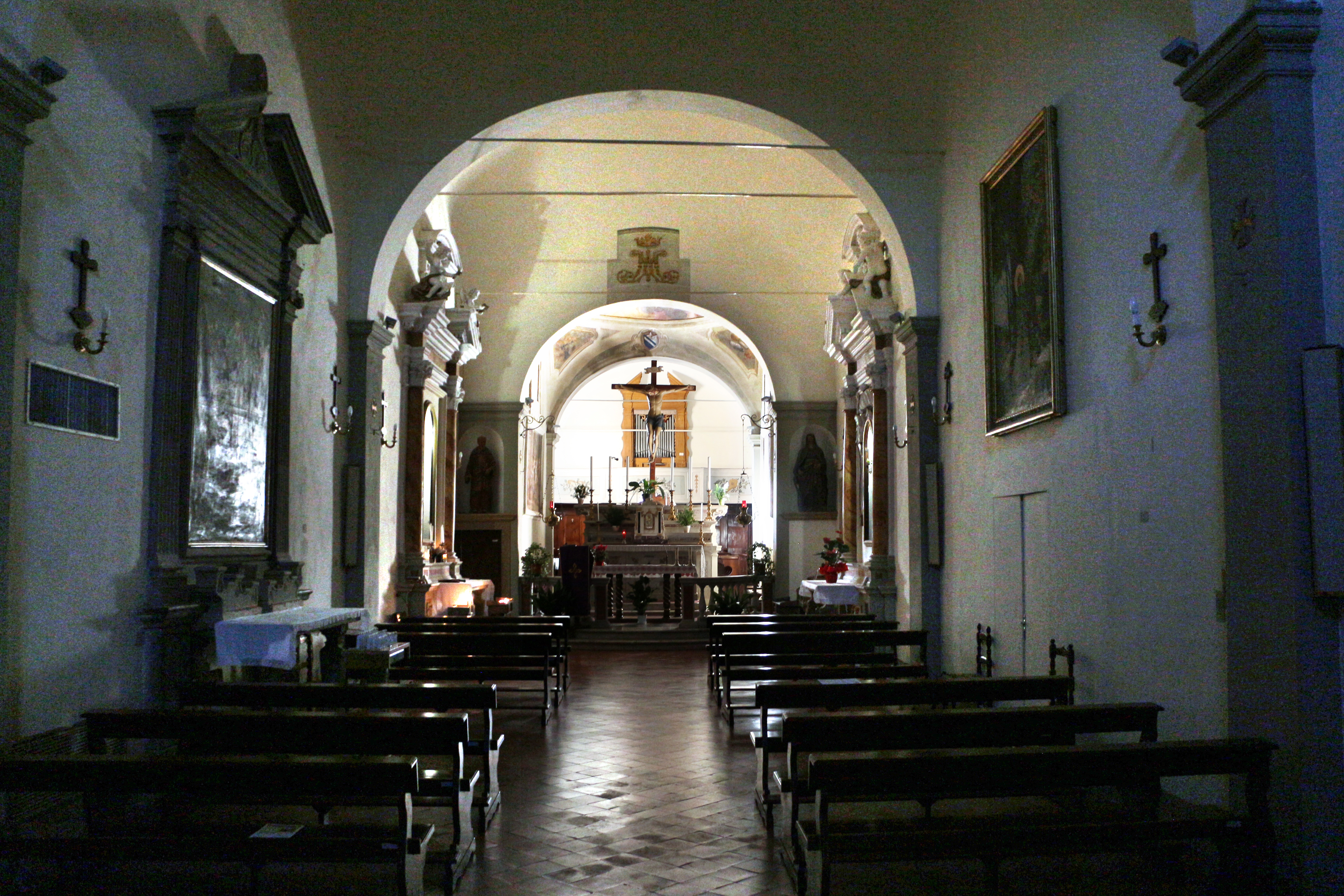
L'interno della chiesa

### Esterno
La facciata, assai semplice, presenta in alto lo stemma di Parte Guelfa.
Su di essa, è addossato un portico costruito e restaurato nel XVI e XVII secolo dalla famiglia Gaetani. 
Sotto il portico, sulla destra dell'ingresso alla chiesa, si trovano tre statue in terracotta databili ai primi anni del XVI secolo, raffiguranti sant'Antonio abate (il santo eremita per eccellenza), san Lino papa (patrono della diocesi di Volterra) e san Rocco (molto venerato durante le epidemie di peste - se ne ricorda una del 1504)
Sull'estrema destra del portico in occasione del sesto centenario della morte di San Vivaldo (13 - 16 maggio 1920) fu costruita una cappella votiva per i caduti delle guerre.

### Interno
Al centro, sull'altare, si trova un grande e pregevole crocifisso ligneo opera di un ignoto scultore databile al XVI secolo; ai lati del crocifisso si trovavano due statue in terracotta raffiguranti san Lorenzo e santa Verdiana, che furono donate al convento dal comune di Castelfiorentino: originariamente vi era anche la statua di San Leonardo, oggi perduta. 

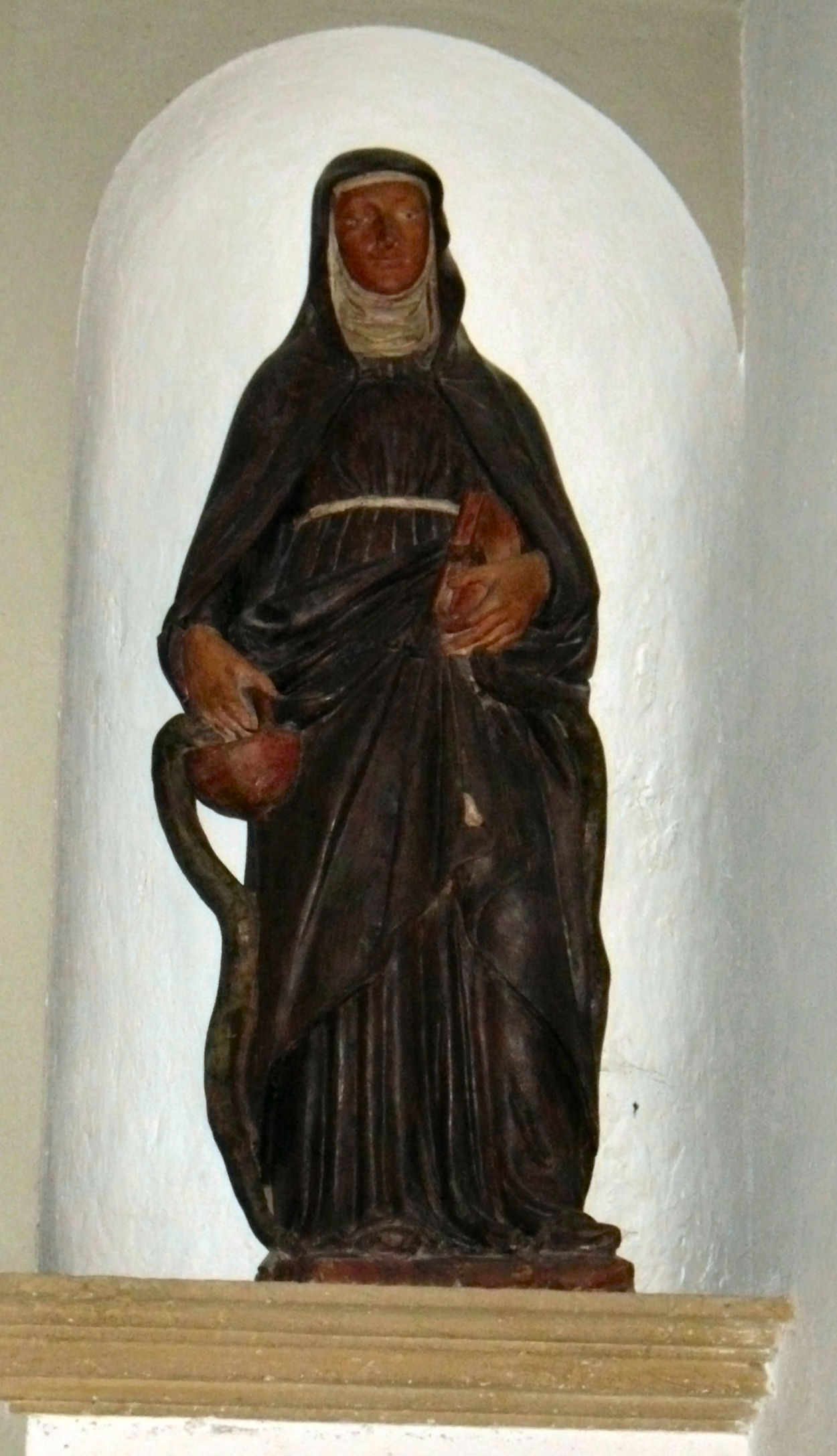
Santa Verdiana, terracotta, inizio XVI secolo
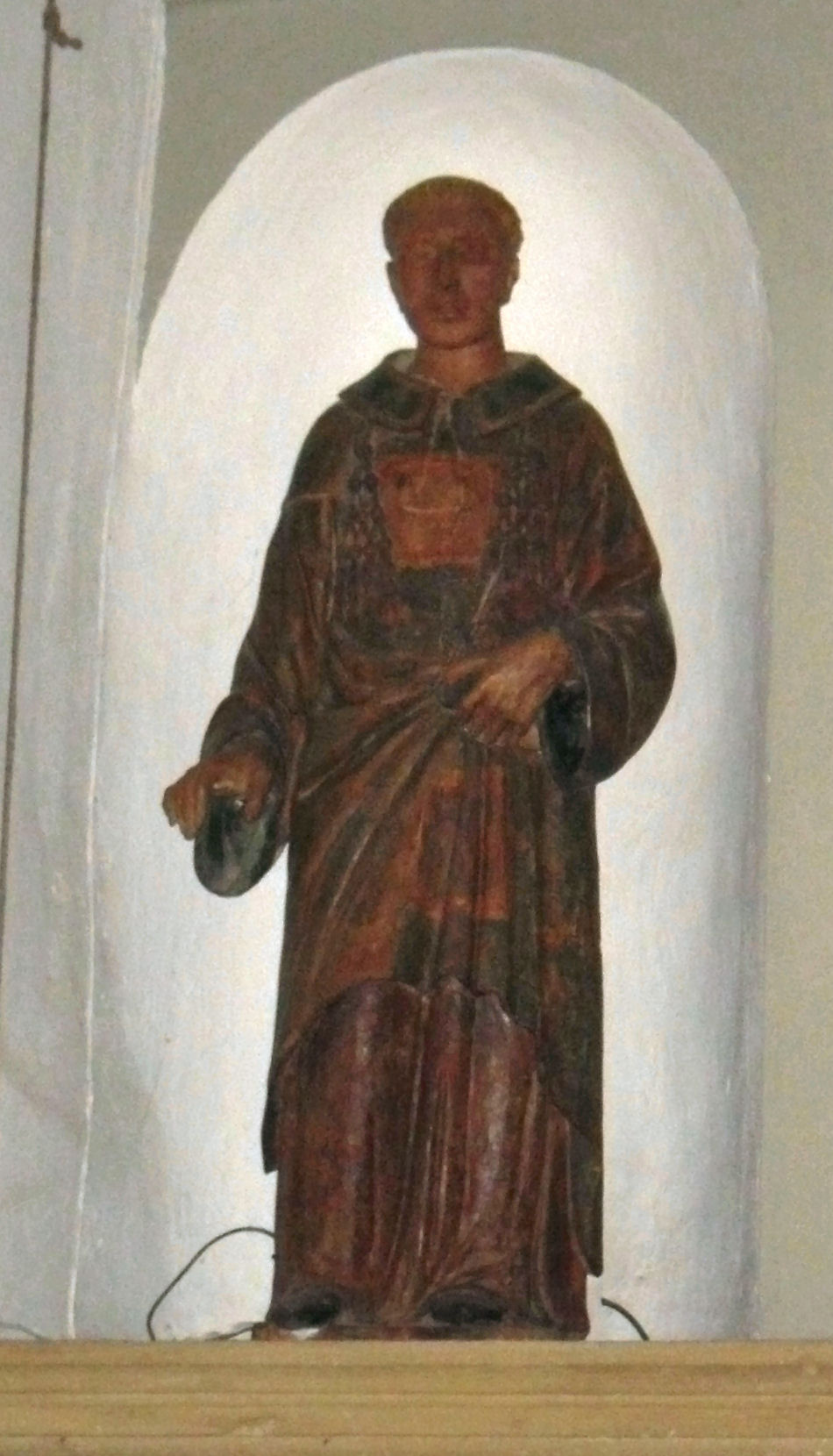
San Lorenzo, terracotta, inizio XVI secolo

- Cappella di san Vivaldo
Entrando in chiesa nella prima cappella di destra si conservano le reliquie di san Vivaldo. In questa cappella è posta una terracotta invetriata attribuita da alcuni a Giovanni della Robbia, ma più verosimilmente da riferirsi a Benedetto Buglioni, rappresentante una Natività con due santi (Santa Caterina d'Alessandria e San Vivaldo).
Inoltre vi si trova un dipinto raffigurante la Vergine in Gloria tra i santi Giovanni Battista, Girolamo, Francesco e Vivaldo attribuito a Raffaellino del Garbo e databile al 1516.
 Infine, completa la decorazione della cappella una statua in terracotta raffigurante un San Sebastiano che veniva erroneamente attribuita al Cieco di Gambassi (Giovanni Gonnelli), recentemente riferita al giovane Jacopo Sansovino.

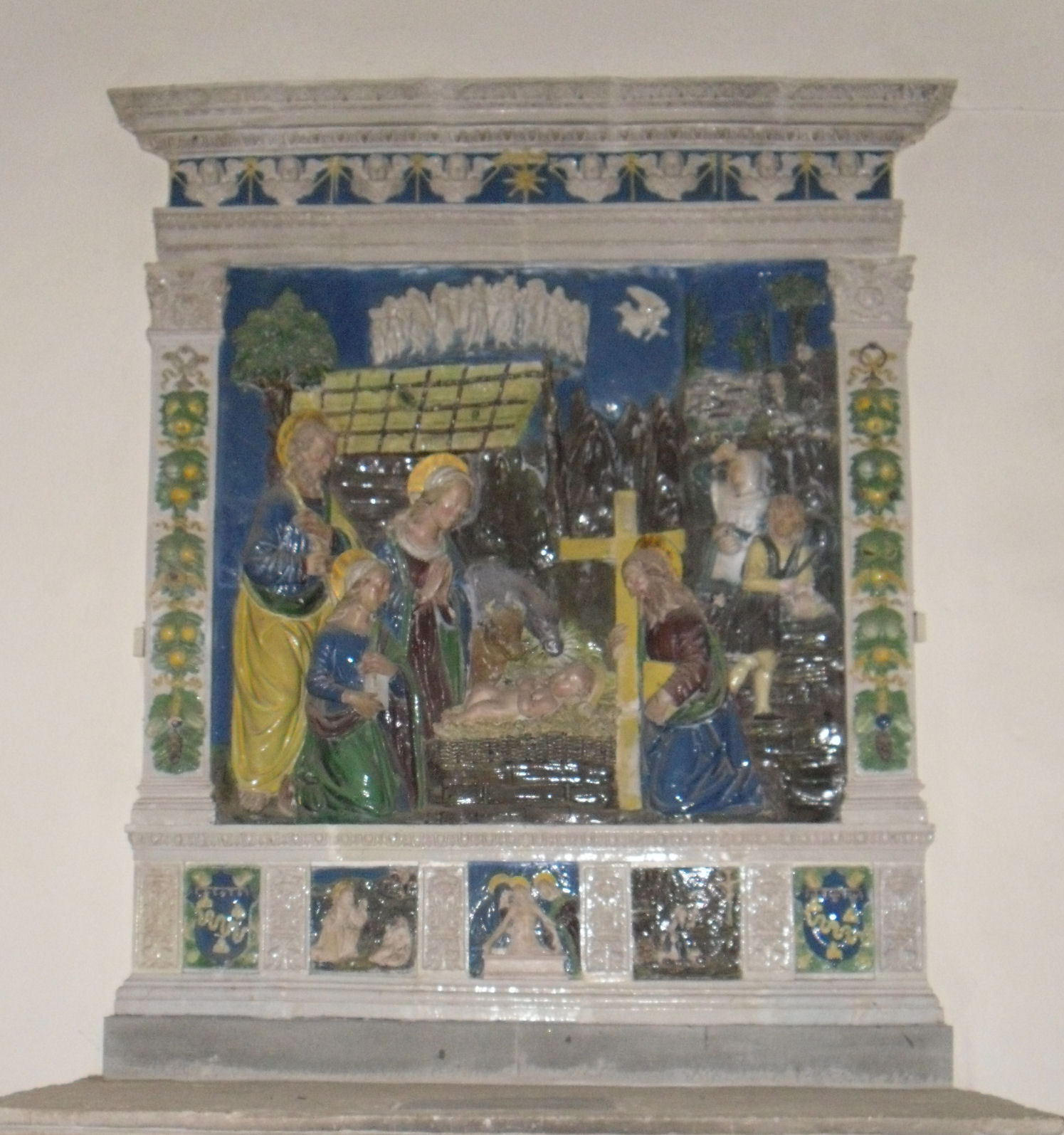
Benedetto Buglioni, Natività con santa Caterina di Alessandria e san Vivaldo
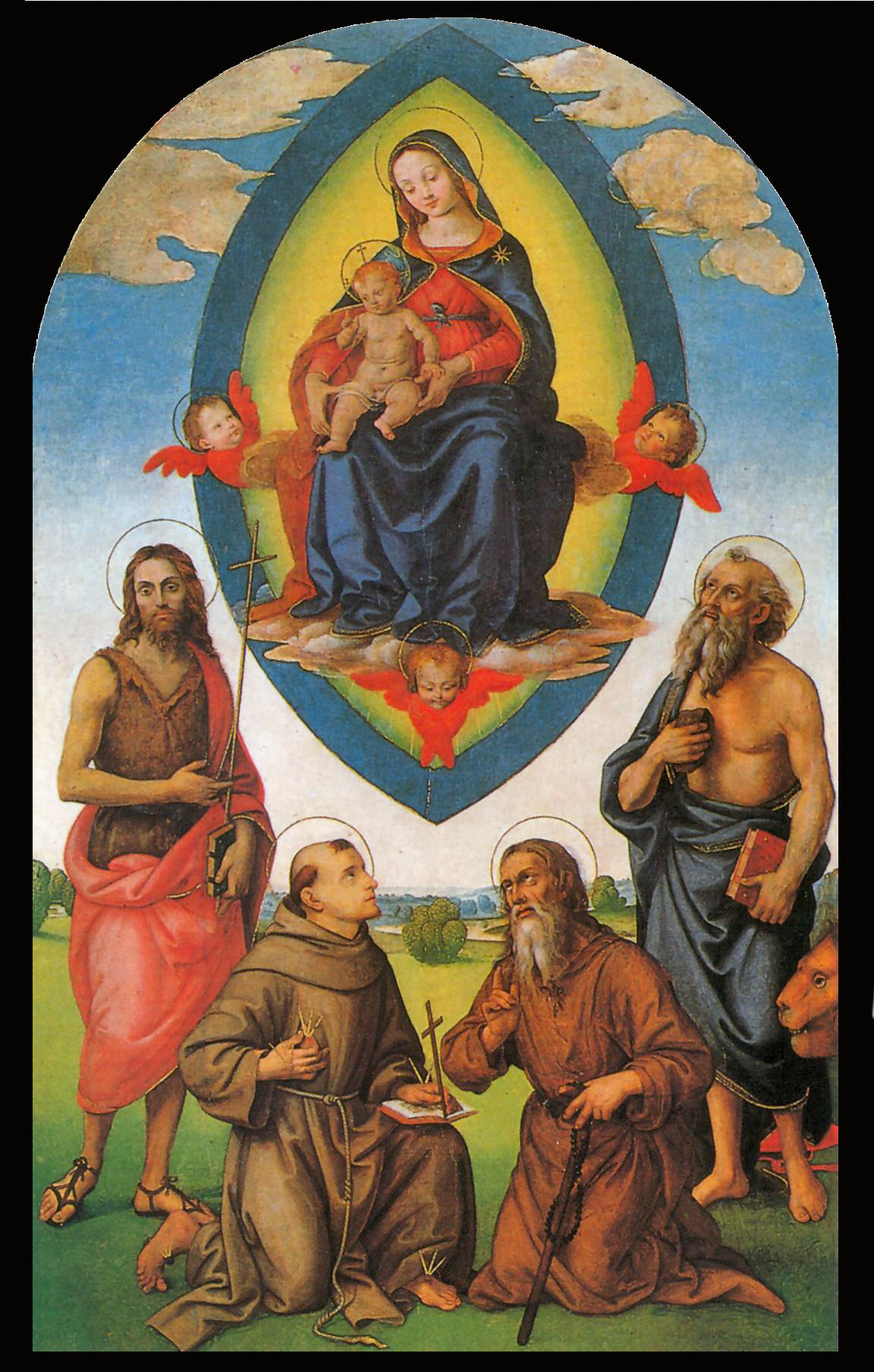
Raffaellino del Garbo, Madonna e santi, 1516

- Cappella di Santa Maria in Camporena
A metà della chiesa sulla destra si apre una cappella risalente al XIII secolo la quale è intitolata a Santa Maria in Camporena. Al suo interno è custodita una Pietà in terracotta, una delle più pregevoli opere di tutto questo complesso.

Rientrando nella navata centrale della chiesa vi è da segnalare l'organo settecentesco restaurato nel 1988.
Sul lato sinistro della chiesa si trova il chiostro; in fondo il lavatoio.